# Dan Flodén
Dan Flodén, egentligen Daniel Mauritz Andreas Flodén, född 3 juli 1896 i Göteborgs Kristine församling, död 28 maj 1984 i Götene församling i dåvarande Skaraborgs län, var en svensk ämbetsman och politiker.
Flodén var son till järnvägstjänsteman Alfred Flodén och Maria Johannesdotter. Han tog realexamen 1913 och studerade sedan vid Handelsskolan i Göteborg där han gick ut 1915. Han blev anställd vid Göteborgs stads mantalskontor 1917, SJ 1919 och sedan AB Nordisk Resebureau i Göteborg 1921.
År 1929 återvände han till SJ varefter han var förste byråsekreterare vid Kungliga Järnvägsstyrelsens resebyråadministration 1947–1962. Han var lärare vid Järnvägsskolan och vid Svenska Resebyråföreningens utbildningskurser.
Dan Flodén var sekreterare i Svenska resebyråföreningen, ledamot av Stockholms läns landsting, kommunfullmäktigeledamot i Sollentuna landskommun och köping 1935–1962 samt ledamot och sekreterare lönenämnden 1939–1961. Han var också engagerad i Sollentuna missionsförsamling där han var ordförande. Han var även medlem i Frimurarorden. Han skrev artiklar i facktidskrifter och gjorde även reseberättelser. Däribland Vidgad horisont – en krönika om resor förr och nu (1964).
Dan Flodén gifte sig 1925 med kantor Agnes Eriksson (1899–1992) som var dotter till expeditör Oskar Eriksson och Tekla Joelsson (syster till författare Artur Joelsson). Dan och Agnes Flodén hade två barn: Inga (född 1926) och Ingemar (1930–2005).